# Szilo (Izrael)
Szilo (hebr. שילה) – osiedle położone w Samorządzie Regionu Matte Binjamin, w Dystrykcie Judei i Samarii, w Izraelu.
Leży w środkowej górzystej części Samarii, w otoczeniu terytoriów Autonomii Palestyńskiej, koło biblijnego Szilo.

## Historia
Osada została założona w 1978 roku przez grupę żydowskich osadników.

## Galeria

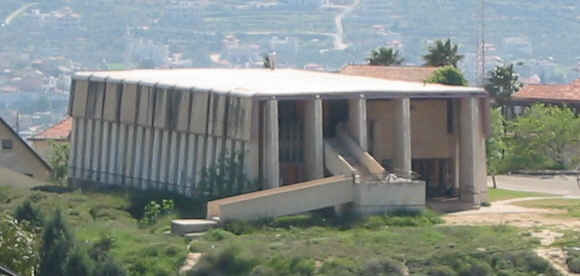
Główna synagoga w Szilo.
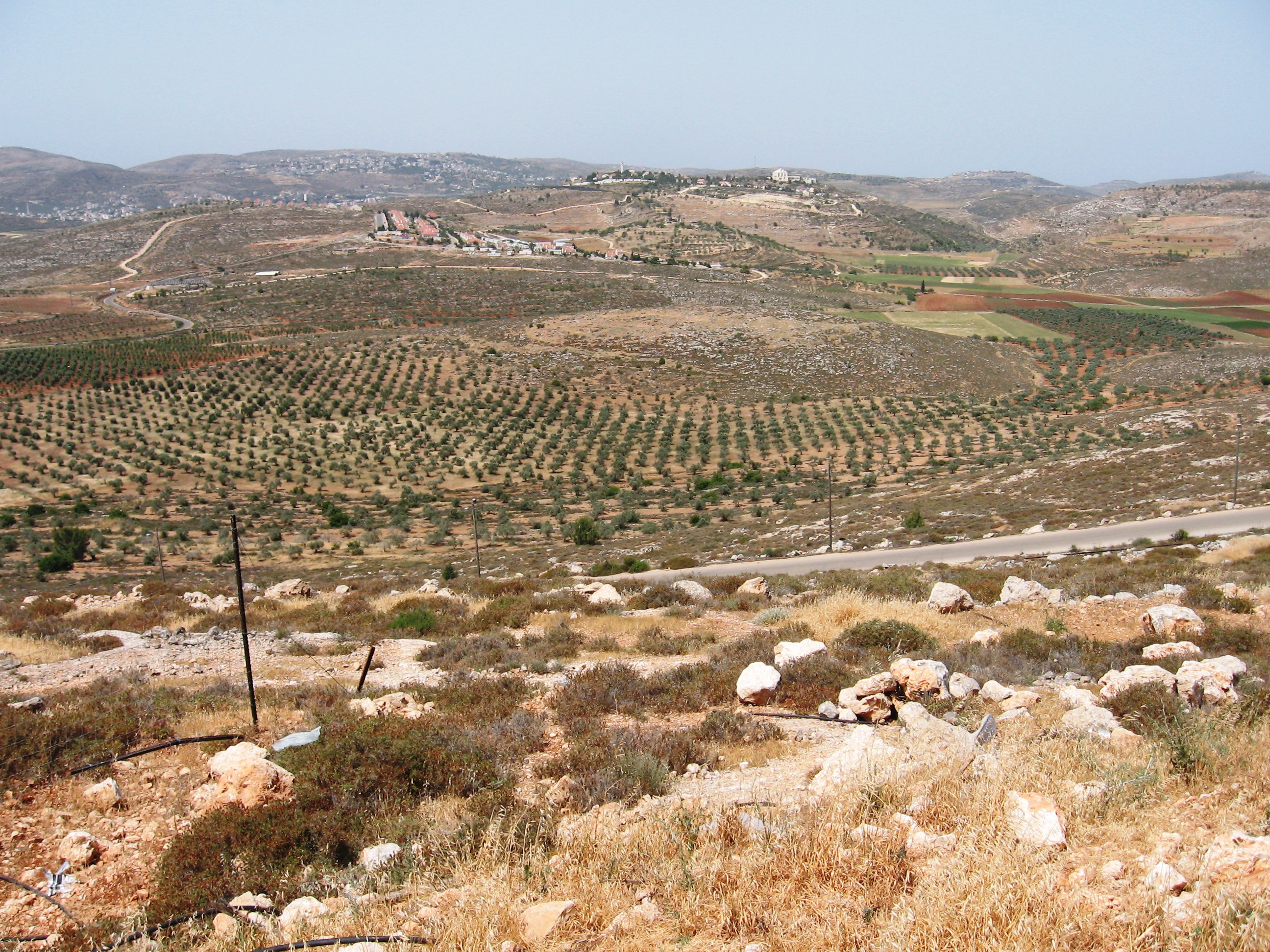
Uprawy drzewek oliwnych w Szilo.

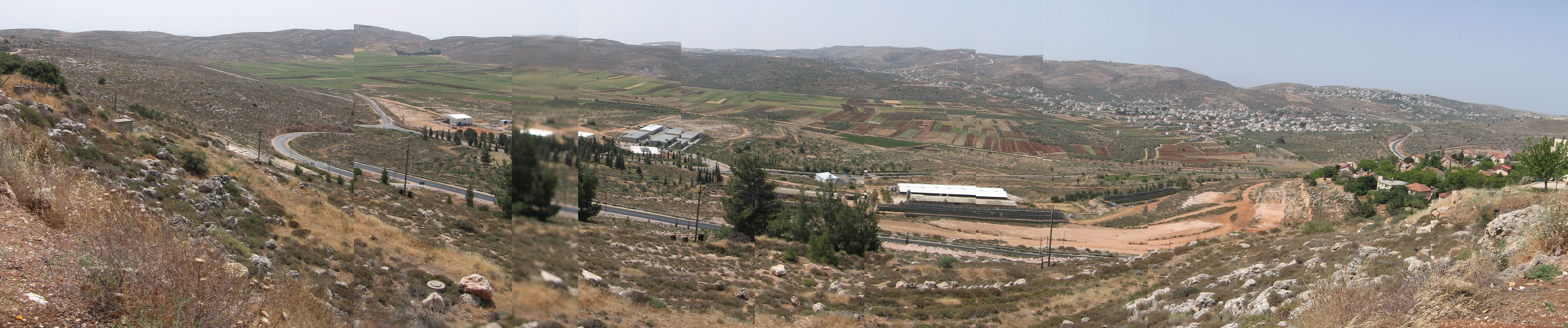
Panorama Szilo